# Luchthaven Tadjourah
De Luchthaven Tadjourah (IATA: TDJ, ICAO: HDTJ) is een luchthaven in de Djiboutiaanse stad Tadjourah.